# 俄罗斯陆军第200独立摩托化步兵旅
第200独立“佩琴加”二级库图佐夫勋章近卫摩托化步兵旅（俄语：200-я отдельная Печенгская ордена Кутузова II степени мотострелковая бригада）是俄罗斯海军的一个步兵旅，它目前隶属于北方舰队联合战略司令部第14军。

## 历史
第200独立摩托化步兵旅的前身是苏联红军的第131步兵师。1997年12月1日，第131步兵师改编为第200独立摩托化步兵旅。
2011年时，第200独立摩托化步兵旅是俄罗斯陆军首批组建的2个北极地区作战旅之一。
2012年12月1日，第200独立摩托化步兵旅交由西部军区的北方舰队指挥。2017年，该旅并入北方舰队第14军。